# Processo di Belgrado

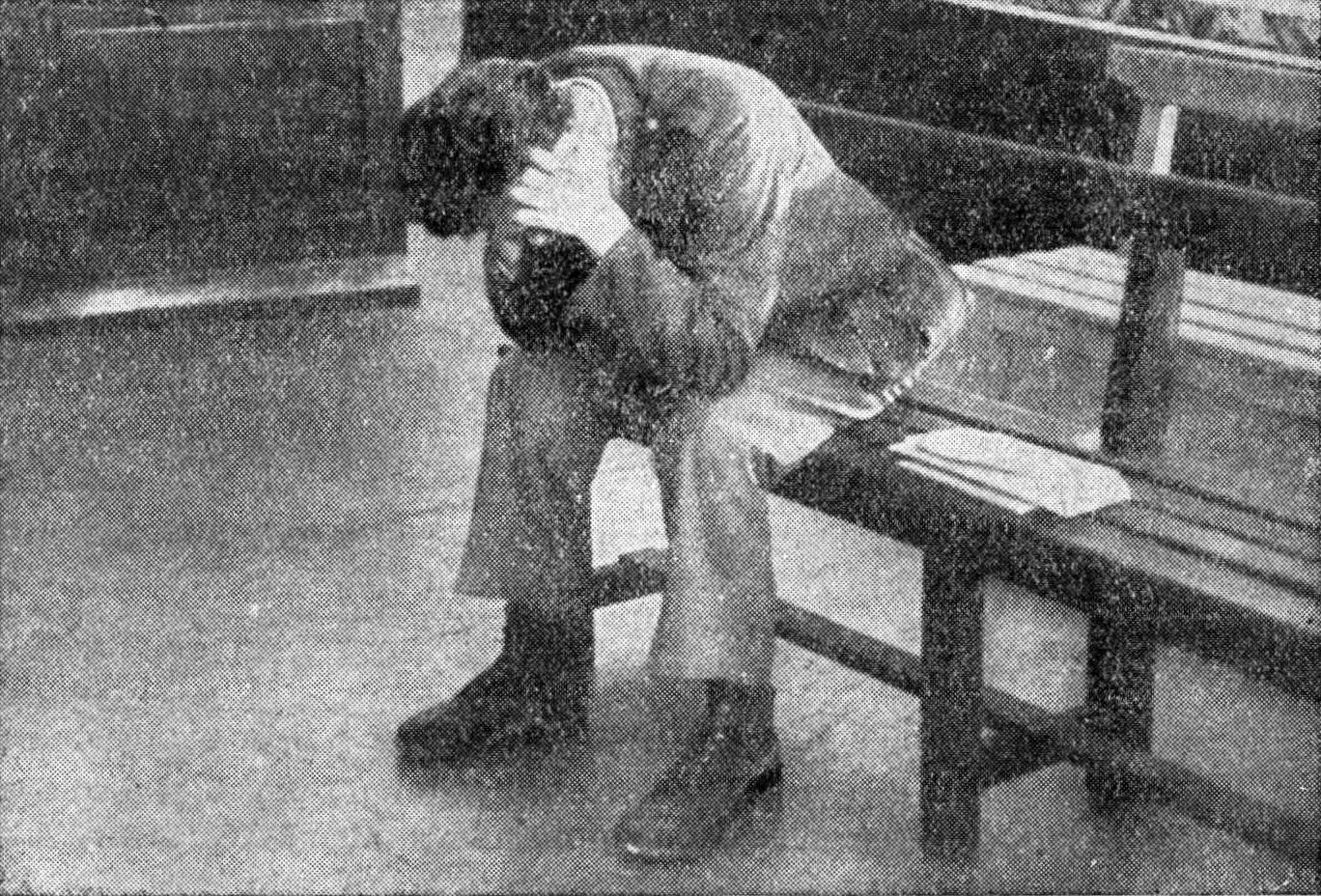
L'imputato Dragoljub Mihailović nel 1946. È stato riabilitato nel 2015 e la sua condanna è stata ritenuta "nulla".

Il processo di Belgrado o processo a Draža Mihailović et al., fu il processo tenuto nel 1946 contro Draža Mihailović e altri importanti collaboratori, condannati per alto tradimento e per i crimini di guerra commessi durante la seconda guerra mondiale.
Mihailović fu processato in qualità di leader del movimento cetnico durante la guerra, l'esercito jugoslavo in patria (JVUO). Gli altri imputati furono figure di spicco del movimento e membri del governo jugoslavo in esilio, come Slobodan Jovanović, insieme a membri dello ZBOR e del regime di Nedić come Velibor Jonić. Il processo iniziò il 10 giugno e durò fino al 15 luglio 1946, davanti al Consiglio Militare della Corte Suprema della Repubblica Federale Popolare di Jugoslavia, alla presenza di circa 60 giornalisti stranieri. Il tribunale si trovava nella sala estiva della scuola di addestramento della fanteria di Belgrado, a Topčider.
Nel 2015, il tribunale serbo riabilitò Mihailović annullando la condanna e stabilendo che si trattò di un processo farsa comunista, fondamentalmente e intrinsecamente ingiusto.

## Atto d'accusa
Gli imputati furono processati davanti al tribunale militare. Il presidente del consiglio era Mihailo Đordević e i membri Milija Laković e Mihailo Janković, con Todor Popadić come segretario, gli assistenti erano Nikola Stanković e Radomir Ilić. Il pubblico ministero era Miloš Minić, un alto funzionario governativo che prese parte ai negoziati di Tito-Mihailović nel 1941. Il sostituto procuratore era Miloš Jovanović.
Mihailović e gli altri furono processati principalmente per le loro attività contro le forze alleate, i partigiani jugoslavi, per collaborazione con i tedeschi e per i crimini di guerra commessi contro i civili. Mihailović fu incriminato per 47 capi e riconosciuto colpevole di tutte le accuse e quindi condannato a morte.
Gli aviatori alleati che aveva salvato nel 1944 non furono autorizzati a testimoniare in suo favore. Solo due donne testimoniarono in favore di Mihailović. Secondo quanto riferito, sono stati disturbati dal pubblico e, dopo il processo, sono stati sottoposti a interdizione professionale. Al processo sono comparsi i testimoni: Dušan Simović, Radoslav Đurić, Jovan Škavović, Miša Simović e Milan Grol.

## Imputati

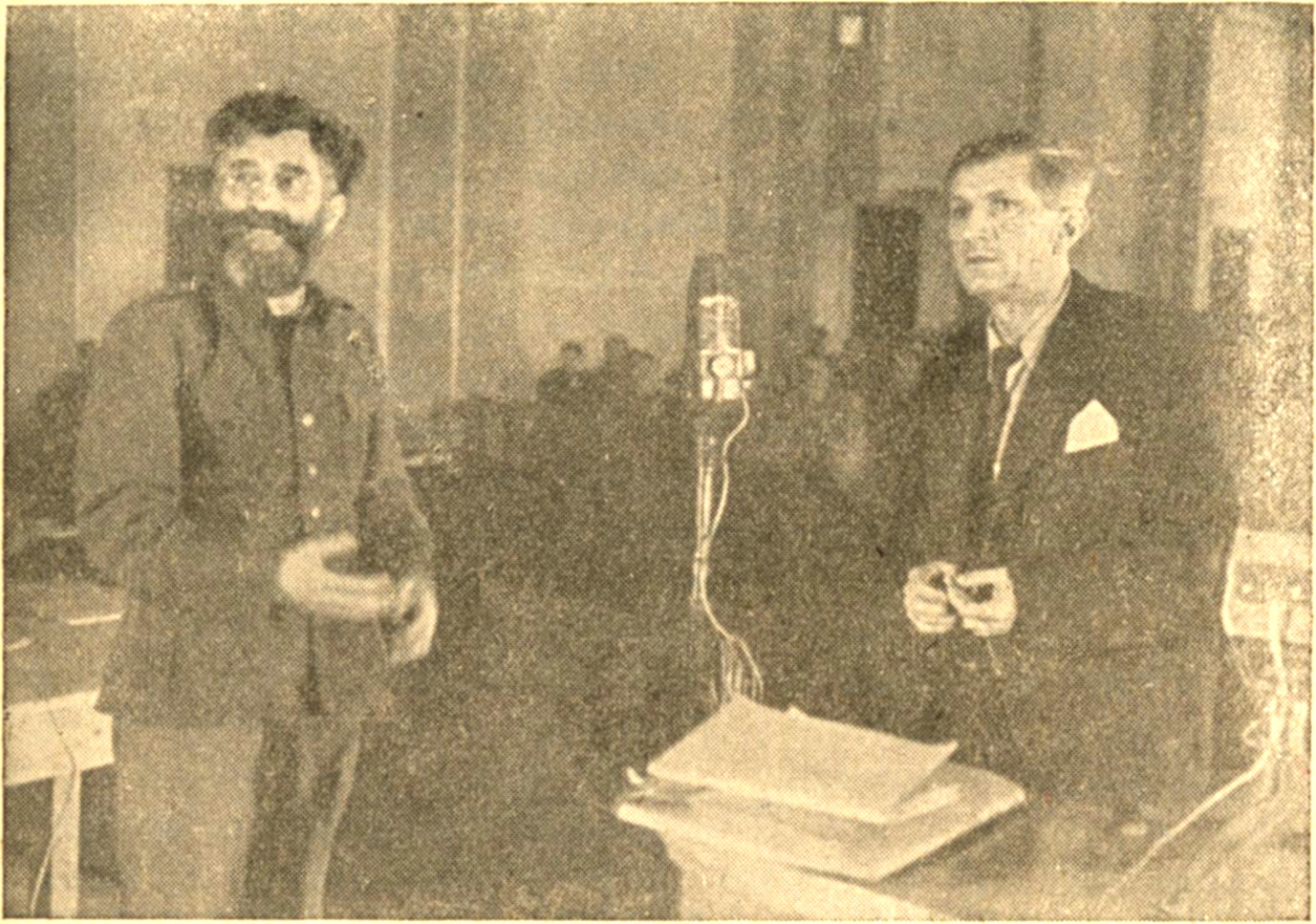
Confronto di Draža Mihailović e Dragi Jovanović sotto processo a Belgrado 1946.

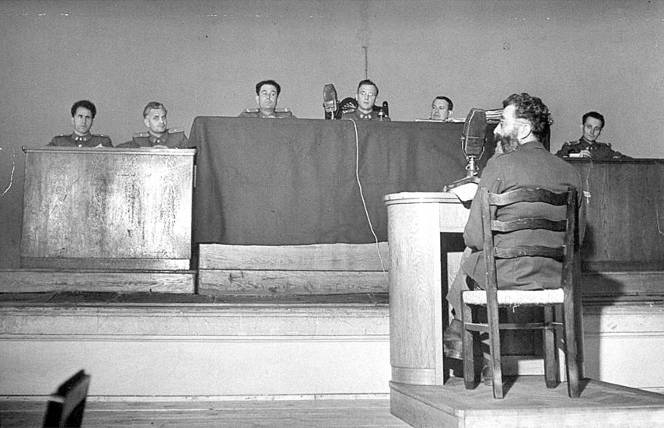
Draža Mihailović sotto processo.

Gli accusati sono stati, nell'ordine in cui i loro nomi sono stati letti al processo:
| Numero | Nome                       | Avvocato Difensore                 | Sentenza                       | Note                          |
| ------ | -------------------------- | ---------------------------------- | ------------------------------ | ----------------------------- |
| 1      | Draža Mihailović           | Nikola Đonović e Dragić Joksimović | Condanna a morte               | Giustiziato il 17 luglio 1946 |
| 2      | Stevan Moljević            |                                    | 20 anni                        | Morto in prigione             |
| 3      | Mladen Žujović             | Nikola Radovanović                 | Condanna a morte (in absentia) |                               |
| 4      | Živko Topalović            |                                    | 20 anni (in absentia)          |                               |
| 5      | Đuro Vilović               | Milan Omčikus                      | 7 anni                         |                               |
| 6      | Rade Radić                 | Lazar Vučetić                      | Condanna a morte               | Giustiziato il 17 luglio 1946 |
| 7      | Slavoljub Vranješević      | Blažo Radović                      | 20 anni                        |                               |
| 8      | Miloš Glišić               |                                    | Condanna a morte               | Giustiziato il 17 luglio 1946 |
| 9      | Slobodan Jovanović         | Miloš Terzić                       | 20 anni (in absentia)          |                               |
| 10     | Božidar Purić              | Pavle Miljaković                   | 16 anni (in absentia)          |                               |
| 11     | Momčilo Ninčić             | David Alkalaj                      | 8 anni (in absentia)           |                               |
| 12     | Petar Živković             | Pavle Miljaković                   | Condanna a morte (in absentia) |                               |
| 13     | Radoje Knežević            | Slobodan Subotić                   | 10 anni (in absentia)          |                               |
| 14     | Milan Gavrilović           |                                    | 15 anni (in absentia)          |                               |
| 15     | Živan Knežević             | Dragutin Tasić                     | 20 anni (in absentia)          |                               |
| 16     | Konstantin Fotić           |                                    | 20 anni (in absentia)          |                               |
| 17     | Dragomir "Dragi" Jovanović | Slavko Dukanac                     | Condanna a morte               | Giustiziato il 17 luglio 1946 |
| 18     | Tanasije Dinić             | Bogoljub Jovanović                 | Condanna a morte               | Giustiziato il 17 luglio 1946 |
| 19     | Velibor Jonić              | Milan Živadinović                  | Condanna a morte               | Giustiziato il 17 luglio 1946 |
| 20     | Đura Dokić                 | Dragoljub Joksimović               | Condanna a morte               | Giustiziato il 17 luglio 1946 |
| 21     | Kosta Mušicki              | Đorđe Ćirić                        | Condanna a morte               | Giustiziato il 17 luglio 1946 |
| 22     | Boško Pavlović             | Slobodan Subotić                   | Condanna a morte               | Giustiziato il 17 luglio 1946 |
| 23     | Lazar Marković             | Aleksandar Nikolić                 | 6 anni                         |                               |
| 24     | Kosta Kumanudi             | Friedrich Pops                     | 18 mesi                        |                               |

Dei ventiquattro imputati sopra menzionati, dieci sono stati processati in contumacia.

## Corrispondenti esteri
Le agenzie di stampa presenti erano TASS, ČTK, PAP, Reuters, Associated Press, Agence France-Presse, United Press, Overseas News Agency, International News Service, Jewish News Agency, Tele Press, Albanian Telegraphic Agency e dai seguenti giornali: Pravda, Izvestija, The Times, il Daily Worker, The New York Times, il New York Herald Tribune, il News Chronicle, il Daily Express e altri.

## Verdetto

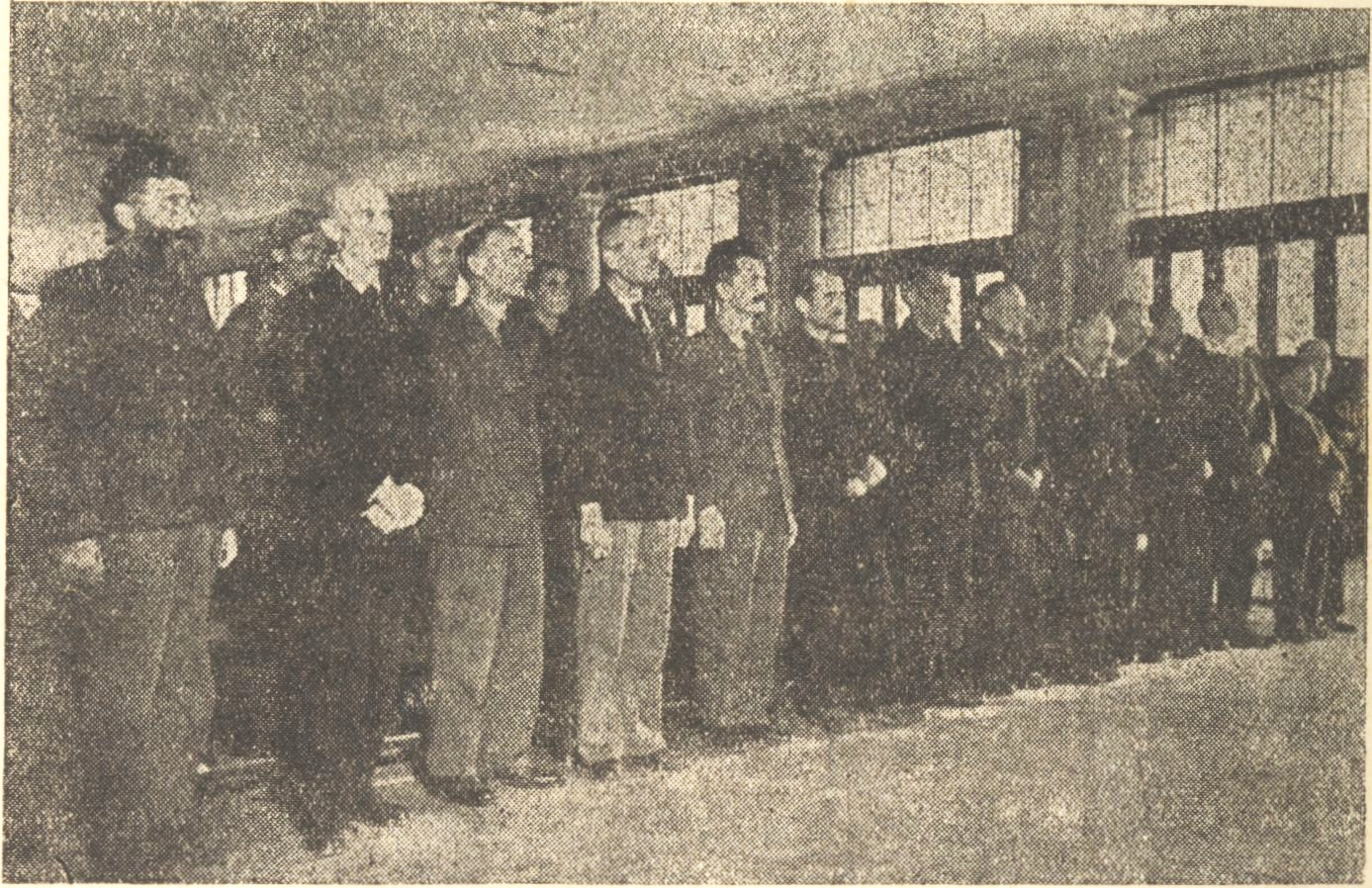
Leggendo il verdetto sul processo di Belgrado. Da sinistra a destra in piedi: Mihailović, Moljević, Vilović, Radić, Vranješević, Glišić, Jovanović, Dinić, Jonić, Dokić, Mušicki, Pavlović, Marković e Kumanudi.

Mihailović nel suo discorso conclusivo ha dichiarato:"Volevo molto, ho iniziato molto, ma i venti di guerra hanno portato via me e il mio lavoro".
Il verdetto fu letto il 15 luglio 1946. Mihailović e altri dieci imputati furono condannati a morte per fucilazione (due in contumacia). Un appello è stato respinto il 16 luglio e in nove sono stati giustiziati il 17 luglio. I restanti sono stati condannati a pene che vanno da 18 mesi a 20 anni di carcere.

## Reazioni
(Basil Davidson)
Il processo ha mostrato, secondo lo storico Jozo Tomašević, che Mihailović non aveva mai avuto un controllo fermo e completo sui suoi comandanti locali. Negli Stati Uniti fu istituito un comitato per il giusto processo del generale Mihailović, ma senza successo.
Il diplomatico e autore Walter Roberts ha dichiarato che il processo era "tutto fuorché un modello di giustizia" e che "è chiaro che Mihailović non era colpevole di tutte, o anche di molte, delle accuse mosse contro di lui" anche se Tito probabilmente non avrebbe comunque voluto un processo equo, se Mihailović avesse prevalso.
Al momento del processo vi furono proteste da parte di americani e francesi, sebbene entrambi fossero moderati dal loro interesse per il nuovo governo.
Secondo il biografo di Mihailović Jean-Christophe Buisson, uno degli avvocati di Mihailović, Dragić Joksimović, è stato arrestato pochi giorni dopo l'esecuzione ed è morto in carcere in circostanze poco chiare.

## Stime moderne
Più di recente, ci sono state richieste da parte della popolazione per una revisione del caso e la riabilitazione dei condannati. Momčilo Ninčić e Slobodan Jovanović sono stati ufficialmente riabilitati rispettivamente nel 2006 e nel 2007 dalla Serbia. Nel 2015, un tribunale serbo ha invalidato la condanna di Mihailović. La corte ha ritenuto che fosse stato un processo farsa comunista controllato dal governo: concludendo che Mihailović non aveva ricevuto un processo equo. Mihailović è stato, quindi, completamente riabilitato.

## Cronologia degli eventi
| Data      | Evento |
| --------- | --- |
| 13 marzo  | Mihailović viene catturato. |
| 24 marzo  | Aleksandar Ranković annuncia la cattura di Mihailović, così come le accuse contro di lui.                                                                |
| 2 aprile  | Il Dipartimento di Stato degli Stati Uniti d'America annuncia di aver chiesto che il personale dell'esercito americano potesse testimoniare al processo. |
| 17 maggio | Il processo è rinviato al 10 giugno. |
| 10 giugno | Il processo ha inizio. |
| 15 luglio | Condanna a morte pronunciata a Mihailović. Gli vengono concesse otto ore e mezza per appellarsi alla Presidenza jugoslava.                               |
| 16 luglio | Il ricorso è respinto dalla Presidenza. |
| 17 luglio | Viene eseguita l'esecuzione mediante fucilazione. |